# Stegolepis membranacea
Stegolepis membranacea är en gräsväxtart som beskrevs av Bassett Maguire. Stegolepis membranacea ingår i släktet Stegolepis och familjen Rapateaceae. Inga underarter finns listade i Catalogue of Life.